# Ley USA PATRIOT
La Ley Patriótica (en inglés, USA PATRIOT Act ; acrónimo de Uniting and Strengthening America by Providing Appropriate Tools Required to Intercept and Obstruct Terrorism Act, es decir «Ley para unir y fortalecer Estados Unidos proveyendo las herramientas apropiadas, requeridas para impedir y obstaculizar el terrorismo») es una ley federal de Estados Unidos. Fue aprobada por una abrumadora mayoría tanto por la Cámara de Representantes como por el Senado estadounidense para después ser promulgada por el presidente de los Estados Unidos George W. Bush el 26 de octubre de 2001, después de los atentados del 11 de septiembre de 2001.
El objetivo de esta ley es ampliar la capacidad de control del Estado en aras de combatir el terrorismo, mejorando la capacidad de las distintas agencias de seguridad estadounidenses al coordinarlas y dotarlas de mayores poderes de vigilancia contra los delitos de terrorismo. Asimismo la ley también promulgó nuevos delitos y endureció las penas por delitos de terrorismo.
La Ley Patriótica o Patriota, como ha sido denominada en español, ha sido duramente criticada por diversos organismos y organizaciones de derechos humanos, debido a la restricción de libertades y garantías constitucionales que ha supuesto para los ciudadanos, tanto estadounidenses como extranjeros.

## Renovaciones

### 2005
Las estipulaciones más restrictivas de derechos de la ley fueron inicialmente sancionadas como normas provisorias de emergencia hasta el 31 de diciembre de 2005. En los meses previos a la fecha límite, los sectores defensores de la Ley Patriótica comenzaron a presionar para que las limitaciones a los derechos y garantías constitucionales fueran permanentes. A mediados de 2005 las dos cámaras del Congreso aprobaron proyectos de reforma radicalmente distintos: mientras el Senado dejaba sin efecto la mayor parte de las limitaciones a los derechos establecidas en 2001, la Cámara de Representantes mantenía el texto original casi sin alteraciones, dándole carácter permanente. Ambos proyectos fueron finalmente revisados en una comisión bicameral, eliminándose la mayor parte de las normas de restablecimiento de los derechos que contemplaba el proyecto del Senado, siendo sancionada por el Congreso el 2 de marzo de 2006 y promulgada como ley por el presidente Bush el 9 de marzo. Senadores de ambos partidos criticaron duramente la enmienda, sosteniendo que afectaba las libertades constitucionales.

### 2015
Esta extensión dejó de tener vigencia el 31 de mayo de 2015 y el 2 de junio fue reemplazada por la USA Freedom Act, que, entre otras modificaciones, retira a la NSA la capacidad de almacenar los datos sobre las llamadas telefónicas de millones de estadounidenses y coloca estos datos en manos de las compañías telefónicas. Los espías podrán acceder a estos datos caso a caso y previa autorización judicial.

## Detractores
La Ley Patriótica ha sido fundada en el argumento básico, de que, después de los atentados del 11 de septiembre de 2001, el pueblo norteamericano debía elegir entre su seguridad y sus derechos constitucionales, optando por restringir estos últimos para garantizar aquella. A pesar del amplio apoyo recibido en ambas cámaras del Congreso, diversos sectores de la sociedad estadounidense, aún bajo riesgo de ser calificados de favorecer al terrorismo, han criticado la Ley Patriótica por haber suspendido según ellos la vigencia de los derechos humanos y las libertades civiles en los Estados Unidos. En el mismo sentido, varios fallos judiciales la han declarado inconstitucional por violar los derechos y garantías de la Constitución de los Estados Unidos de América.[cita requerida]